# Trapelia
Trapelia M. Choisy (czarenka) – rodzaj grzybów z rodziny czarenkowatych (Trapeliaceae). Ze względu na współżycie z glonami zaliczany jest do grupy porostów.

## Systematyka i nazewnictwo
Pozycja w klasyfikacji według Index Fungorum: Trapeliaceae, Baeomycetales, Ostropomycetidae, Lecanoromycetes, Pezizomycotina, Ascomycota, Fungi.
Synonimy nazwy naukowej: Discocera A.L. Sm. & Ramsb., Trapelina Motyka.
Nazwa polska według W. Fałtynowicza.

## Gatunki występujące w Polsce
- Trapelia coarctata (Turner) M. Choisy 1932 – czarenka skupiona
- Trapelia corticola Coppins & P. James 1984 – czarenka nadrzewna
- Trapelia involuta (Taylor) Hertel 1973 – czarenka ozdobna
- Trapelia obtegens (Th. Fr.) Hertel 1970 – czarenka sorediowa
- Trapelia placodioides Coppins & P. James 1984 – czarenka łuskowata

Nazwy naukowe na podstawie Index Fungorum. Nazwy polskie według W. Fałtynowicza.